# Revista de Yucatán
La Revista de Yucatán (1912 - 1924) fue un periódico mexicano fundado en 1912 por Carlos R. Menéndez, en Mérida, Yucatán. El primer Consejo de Administración del periódico estuvo integrado por: Dr. Alonso Patrón Espadas, presidente; abogado Rodolfo Menéndez Mena, vicepresidente; abogado Joaquín Patrón Villamil, secretario; Arturo Ponce Cámara, propietario de la Cervecería Yucateca, vocal primero; Dr. Alberto Correa Aloy, segundo; Dr. Rafael Romero, tercero, y Carlos R. Menéndez, tesorero, gerente y director editorial.
El historiador Rodolfo Menéndez de la Peña reseñó en su Periodismo de Yucatán, publicado en 1913:

"La Revista de Yucatán de que es Director D. Carlos R. Menéndez, diario que se inauguró con beneplácito de la sociedad yucateca y de la prensa de la República en general el 7 de abril de 1912, es uno de los enardecidos campeones de la prensa local y valiente defensor de las públicas libertades. Su material de trabajo es moderno y completo. Cuenta con dos linotipos reformados, con una grandiosa Duplex último modelo, la primera que se instaló en nuestro Estado y un sistema de esterotipia".

Oposición abierta al poder público en Yucatán, el periódico fue víctima a lo largo de su existencia de diversas acciones con la intención de acallarlo. La víspera de la publicación del primer número, el gobierno de Yucatán dicta orden de aprehensión en contra de los miembros del Consejo de Administración del nuevo diario, heredero de La Revista de Mérida y vuelven a encarcelar a su director el mismo día en que aparece el primer número. Al director le siguieron siete procesos jurídicos que fueron neutralizados por siete amparos de la Suprema Corte de Justicia de la Nación. A pesar de los amparos el periodista no es liberado sino hasta que el propio presidente de la República, Francisco I Madero, interviene para ordenar que lo dejen en paz y le devuelvan su periódico.
Entre 1912 y 1914, tras la traición del usurpador Victoriano Huerta, la muerte del presidente Madero y del vicepresidente Pino Suárez, y el triunfo posterior del ejército constitucionalista al mando de Venustiano Carranza, la Revista de Yucatán se consolida en el ánimo del público yucateco por sus editoriales en contra del régimen huertista, no sin seguir siendo hostilizada por el gobierno local servil al mando federal.
Cuando llegan los gobiernos locales subsecuentes, ya triunfante el ejército constitucionalista, las dificultades para el periódico y su director continúan. En el gobierno de Eleuterio Ávila, la Revista fue incautada y mantenida así, después, por el del general Toribio de los Santos. Salvador Alvarado, posteriormente, reitera la circunstancia incautatoria nombrando a Antonio Ancona Albertos, enemigo político de Menéndez, en la dirección de la Revista y cambia la cabeza del diario por el de la Voz de la Revolución uno de cuyos directores fue el escritor Antonio Mediz Bolio. Carlos R. Menéndez y el entonces secretario del consejo Felipe Carrillo Puerto tuvieron entonces que huir, para evitar ser apresados nuevamente, en la sentina de un barco que zarpó desde el puerto de Progreso, hacía Nueva Orleans en los Estados Unidos.
En 1918 Carlos R. Menéndez comienza una nueva etapa de la Revista de Yucatán después de regresar de su exilio en los Estados Unidos y en Cuba. Renace el periódico peninsular y nuevamente, por el ejercicio de una crítica constante al poder público, vuelve a enfrentar problemas frente al gobierno. Su amigo Felipe Carrillo Puerto que accede al gobierno del estado de Yucatán en 1922, entra en pugna con la Revista tanto por diferencias ideológicas entre el caudillo y el periodista que se distancian, como por la actitud crítica que no ceja ni ante la amistad previa de los dos hombres. Nuevamente la Revista de Yucatán y su director se ven acosados y atacados desde el gobierno. Todo hace crisis cuando, tras el artero fusilamiento de Felipe Carrillo Puerto, por las sedicentes fuerzas delahuertistas, en 1924, una turbamulta ataca, incendia y destruye el periódico.
Una vez más en 1924 el director y propietario mediante un crédito logra nueva maquinaria e inicia una tercera etapa de la Revista de Yucatán. Pero esta etapa no dura mucho. A los dos meses de la reaparición pública del diario, el gobierno estatal embarga los bienes de la sociedad propietaria, con el pretexto de una deuda fiscal y vuelve a extinguirse la publicación. Fue el fin de la Revista.
En 1925, pero ya con otro nombre, el Diario de Yucatán, volvería el periodista Menéndez a incursionar en su actividad informativa, logrando en esta ocasión perdurar.